# Lucas Martínez Quarta
Lucas Martínez Quarta (10 mei 1996) is een Argentijns voetballer die doorgaans als centrale verdediger speelt. Hij verruilde River Plate in oktober 2020 voor Fiorentina. Martínez debuteerde in 2019 in het Argentijns voetbalelftal.

## Clubcarrière

### River Plate
Martínez stroomde door vanuit de jeugd van River Plate. Hiervoor debuteerde hij op 21 november 2016 in de Argentijnse Primera División tegen Newell's Old Boys. Nog geen maand later won hij de eerste prijs in zijn profcarrière, de nationale beker. Coach Marcelo Gallardo liet hem de zowel de halve finale als de finale van dat toernooi helemaal spelen. Martínez speelde dat seizoen ook zijn eerste wedstrijden in de Copa Libertadores. River Plate strandde dat jaar in de halve finale, maar won het toernooi in 2018. Voor Martínez betekende het zijn tweede gewonnen finale. Het lukte zijn ploeggenoten en hem in 2019 net niet om de titel te prolongeren. Deze keer verloren ze de finale in blessuretijd van Flamengo. Martínez speelde in vier jaar tijd 64 competitiewedstrijden voor River Plate, allemaal als basisspeler. Het lukte zijn ploeggenoten en hem in die tijd niet om landskampioen te worden.  Hun beste poging daartoe was die in 2016/17. Dat seizoen werden ze tweede.

### Fiorentina
Martínez verruilde River Plate in oktober 2020 voor Fiorentina, de nummer tien van Italië in het voorgaande seizoen. Hiervoor speelde hij in zijn eerste twee seizoenen 41 wedstrijden in de Serie A. In driekwart daarvan stond hij aan de aftrap. Fiorentina en hij plaatsten zich in 2021/22 voor het eerst in zes jaar voor Europees voetbal, de Conference League. Daarin haalden ze in 2022/23 de finale. Martínez zag die dag vanaf de reservebank toe hoe West Ham United het toernooi won.

## Clubstatistieken
| Seizoen     | Club        | Competitie       | Competitie | Competitie | Beker | Beker | Internationaal | Internationaal | Totaal | Totaal |
| Seizoen     | Club        | Competitie       | Wed.       | Dlp.       | Wed.  | Dlp.  | Wed.           | Dlp.           | Wed.   | Dlp.   |
| ----------- | ----------- | ---------------- | ---------- | ---------- | ----- | ----- | -------------- | -------------- | ------ | ------ |
| 2016/17     | River Plate | Primera División | 19         | 1          | 2     | 0     | 4              | 2              | 25     | 3      |
| 2017/18     | River Plate | Primera División | 9          | 0          | 0     | 0     | 4              | 0              | 13     | 0      |
| 2018/19     | River Plate | Primera División | 17         | 1          | 2     | 1     | 12             | 1              | 31     | 3      |
| 2019/20     | River Plate | Primera División | 19         | 0          | 5     | 0     | 4              | 0              | 28     | 0      |
| Club totaal | Club totaal | Club totaal      | 64         | 2          | 9     | 1     | 24             | 3              | 97     | 6      |
| 2020/21     | Fiorentina  | Serie A          | 21         | 1          | 2     | 0     | —              | —              | 23     | 1      |
| 2021/22     | Fiorentina  | Serie A          | 20         | 1          | 2     | 0     | —              | —              | 22     | 1      |
| 2022/23     | Fiorentina  | Serie A          | 27         | 1          | 3     | 0     | 9              | 0              | 39     | 1      |
| 2023/24     | Fiorentina  | Serie A          | 29         | 5          | 3     | 1     | 10             | 2              | 42     | 8      |
| Club totaal | Club totaal | Club totaal      | 97         | 8          | 10    | 1     | 19             | 2              | 126    | 11     |
| Totaal      | Totaal      | Totaal           | 161        | 10         | 19    | 2     | 43             | 5              | 223    | 17     |

Bijgewerkt op 17 juli 2024.

## Interlandcarrière
Martínez debuteerde op 6 september 2019 in het Argentijns voetbalelftal, in een oefeninterland tegen Chili (0–0). Bondscoach Lionel Scaloni liet hem die dag de hele wedstrijd spelen. Scaloni nam hem ook mee naar de Copa América 2021, die Argentinië won. Martínez' aandeel hierin bleef beperkt tot het spelen van de eerste groepswedstrijd. In de rest van het toernooi kwam hij niet in actie.

## Erelijst
| Competitie               |             |             |             |             |
| Competitie               | Aantal      | Jaren       |             |             |
| River Plate              | River Plate | River Plate | River Plate | River Plate |
| ------------------------ | ----------- | ----------- | ----------- | ----------- |
| Copa Libertadores        | 1x          | 2018        |             |             |
| Recopa Sudamericana 2019 | 1x          | 2019        |             |             |
| Copa Argentina           | 2x          | 2016, 2019  |             |             |
| Argentinië               |             |             |             |             |
| Copa América             | 2x          | 2021, 2024  |             |             |